# Campeonato Mineiro 1947
In 1947 werd het 33ste Campeonato Mineiro gespeeld voor voetbalclubs uit de Braziliaanse staat Minas Gerais. De competitie werd gespeeld van 13 april tot 9 november en werd georganiseerd door de Federação Mineira de Futebol. Atlético werd kampioen.

## Eindstand
| Plaats | Club             | Wed. | W  | G | V  | Saldo | Ptn. |
| ------ | ---------------- | ---- | -- | - | -- | ----- | ---- |
| 1.     | Atlético         | 12   | 10 | 1 | 1  | 33:10 | 21   |
| 2.     | Villa Nova       | 12   | 6  | 4 | 2  | 26:15 | 16   |
| 3.     | América          | 12   | 7  | 0 | 5  | 30:21 | 14   |
| 4.     | Metalusina       | 12   | 6  | 2 | 4  | 26:30 | 14   |
| 5.     | Cruzeiro         | 12   | 5  | 1 | 6  | 22:21 | 11   |
| 6.     | Siderúrgica      | 12   | 3  | 1 | 8  | 20:27 | 7    |
| 7.     | Sete de Setembro | 12   | 0  | 1 | 11 | 14:47 | 1    |

|  | Kampioen |

|                  | AME | ATL | CRU | MET | SET | SID | VIL |
| ---------------- | --- | --- | --- | --- | --- | --- | --- |
| América          | —   | 0-2 | 2-1 | 3-4 | 3-2 | 3-1 | 1-2 |
| Atlético         | 2-1 | —   | 3-1 | 3-4 | 2-1 | 4-1 | 3-0 |
| Cruzeiro         | 1-4 | 0-1 | —   | 4-1 | 4-1 | 2-2 | 3-2 |
| Metalusina       | 1-6 | 1-5 | 2-1 | —   | 4-1 | 2-1 | 1-1 |
| Sete de Setembro | 2-3 | 0-5 | 1-2 | 2-5 | —   | 1-3 | 2-2 |
| Siderúrgica      | 1-3 | 0-2 | 0-3 | 3-1 | 6-0 | —   | 1-3 |
| Villa Nova       | 2-1 | 1-1 | 2-0 | 0-0 | 8-1 | 3-1 | —   |

### Kampioen
| Campeonato Mineiro de 1947 |
| -------------------------- |
| ATLÉTICO 12º Titel         |